# Spațiul de libertate, de securitate și de justiție
Spațiul de libertate, securitate și justiție (SLSJ) este un obiectiv inclus în tratatele privind Uniunea Europeană prin Tratatul de la Amsterdam din 1997, care vizează asigurarea liberei circulații a persoanelor și protecția cetățenilor, și care a înlocuit, după Tratatul de la Lisabona, cooperarea polițienească și judiciară în materie penală. Scopul este de a pune în comun la nivel european politicile în materie de vize, azil și imigrație, care anterior țineau de metoda interguvernamentală. Normele care reglementează aceste domenii sunt acum adoptate în cadrul procedurii legislative ordinare a Uniunii Europene, adică sunt votate de Consiliul Uniunii Europene cu majoritate calificată și de Parlamentul European.

## Temeiul juridic
Principalul temei juridic al spațiului SLSJ este articolul 3 din Tratatul privind Uniunea Europeană (TUE), al cărui alineat 2 prevede:
2. Uniunea oferă cetățenilor săi un spațiu de libertate, securitate și justiție fără frontiere interne, în cadrul căruia este asigurată libera circulație a persoanelor, împreună cu măsuri corespunzătoare în ceea ce privește controlul frontierelor externe, azilul, imigrația, prevenirea și combaterea criminalității.

## Obiective
Misiunea este de a face din UE un „spațiu de libertate, securitate și justiție”, promovând armonizarea practicilor statelor membre. Aceasta presupune desemnarea chestiunilor penale care intră în competența UE și garantarea faptului că hotărârile judecătorești luate într-un stat membru sunt respectate în celelalte state, atât în materie penală, cât și în materie civilă (de exemplu, divorțul și custodia copiilor).
Asistența judiciară reciprocă prevede posibilitatea de a transmite anumite acte de procedură direct prin poștă persoanelor aflate pe teritoriul altor state, de a transmite cererile de asistență judiciară reciprocă direct între autoritățile judiciare și de a transmite executarea unei hotărâri penale unei părți contractante pe teritoriul căreia s-a refugiat unul dintre resortisanții săi. În plus, convenția tratează înregistrarea unui mandat de arestare în Sistemul de Informații Schengen (SIS) ca pe o cerere de arestare provizorie în vederea extrădării, ceea ce are ca efect garantarea faptului că persoanele arestate în acest mod sunt imediat puse sub urmărire în vederea extrădării.

## Structura Direcției Generale a JAI
Direcția Generală Justiție și Afaceri Interne, creată în 1994, este un departament al Comisiei Europene cu un personal de 320 de persoane. Gilles de Kerchove a fost director al Secretariatului General al Consiliului Uniunii Europene responsabil pentru justiție și afaceri interne din 1995 până în 2007. Postul este ocupat în prezent de Christine Roger, care a fost numită la 8 iunie 2015.
Există patru direcții: 
- Afaceri generale
- Imigrație, azil și frontiere
- Justiție civilă, drepturi fundamentale și cetățenie
- Securitate internă și justiție penală.

## Politici specifice

### Acordul PNR Statele Unite ale Americii și Uniunea Europeană
Accesul la datele cu caracter personal deținute în registrele PNR (Passenger Name Record) este reglementat în Uniunea Europeană prin Legea europeană privind protecția datelor. În conformitate cu normele OCDE din 1980 privind protecția vieții private și cu Directiva UE din 1995 privind protecția datelor, datele PNR pot fi transferate numai către state cu norme similare de protecție a vieții private.
În plus, agențiile de securitate au dreptul de acces la aceste date doar de la caz la caz, pe baza unor suspiciuni întemeiate.
După 11 septembrie 2001, Departamentul pentru Securitate Internă al SUA (DHS) a încercat să obțină acces la datele PNR. În mai 2004, Washingtonul a negociat un acord cu Uniunea Europeană (UE), cunoscut sub numele de Acordul PNR SUA-UE.
Totuși, Curtea Europeană de Justiție a invalidat acordul la 30 mai 2006.
Un nou acord PNR între SUA și UE a fost semnat în iulie 2007. La scurt timp după aceea, administrația Bush a acordat Departamentului pentru Securitate Internă derogări de la Legea privind protecția vieții private din 1974 în ceea ce privește Sistemul automatizat de direcționare (ATS) și Sistemul de informații privind sosirile și plecările (ADIS), două baze de date computerizate ale Departamentului pentru Securitate Internă - ceea ce a stârnit suspiciuni în Europa, inclusiv din partea Autorității Europene pentru Protecția Datelor.
În sfârșit, Jonathan Faull, director general pentru justiție, libertate și politică de securitate, s-a plâns de politicile bilaterale ale SUA privind PNR.Washingtonul a ocolit Bruxelles-ul prin semnarea unui memorandum de înțelegere (MOU) în februarie 2008 cu Republica Cehă, în schimbul unei scutiri de viză, fără consultarea prealabilă a Bruxelles-ului.
Tensiunile dintre UE și SUA se datorează în mare parte protecției inferioare acordate datelor cu caracter personal în SUA. În special, străinii nu beneficiază de Legea americană din 1974 privind protecția vieții private. Washingtonul a încheiat un acord Safe Harbor cu UE pentru a se conforma directivelor europene privind protecția datelor cu caracter personal, dar acordul nu este considerat suficient. În afară de Republica Cehă, Statele Unite au încercat să semneze memorandumuri de înțelegere bilaterale cu Regatul Unit, Estonia, Germania și Grecia.

### TISPOL (European Traffic Police Network)
Rețeaua TISPOL, care se ocupă de siguranța rutieră, a fost înființată în 1996. TISPOL dispune de o bază de date informatizată, CLEOPATRA (Collection of Law Enforcement Operations and Police Activities To Reduce Traffic Accidents, în română: Colecția de operațiuni de aplicare a legii și activități ale poliției pentru reducerea accidentelor rutiere).
În 2005, au fost desfășurate 8 campanii în domenii specifice, printre care transportul public, vehiculele supraîncărcate, alcoolul și drogurile, centura de siguranță și depășirea vitezei.
TISPOL a fost folosită în mai 2004 în operațiuni împotriva mitingurilor ilegale Gumball 3000sau Cannonball 8000 (septembrie 2004, ianuarie 2005 și septembrie 2005), în care au fost implicate între 20 și 80 de vehicule conduse de celebrități bogate.

### Politica judiciară
Politica judiciară a Uniunii Europene are drept cadru ceea ce va deveni un domeniu de convergență treptată a legislațiilor naționale ale statelor membre.. Inițial, a fost inclusă în cel de-al treilea pilon al TUE (justiție și afaceri interne, redenumit în 1999 cooperare polițienească și judiciară în materie penală), dar a fost extinsă la „spațiul de libertate, securitate și justiție” prin Tratatul de la Amsterdam.În același timp, au fost înființate diverse programe de reconciliere judiciară.cum ar fi crearea unui mandat european de arestare în 2003, dezvoltarea recunoașterii reciproce a hotărârilor judecătorești și a unei politici de coordonare judiciară, Unitatea de cooperare judiciară în Uniunea Europeană (Eurojust).
Această politică de apropiere s-a accelerat sub președinția suedeză în 2009, odată cu introducerea unei foi de parcurs pe cinci ani, cunoscută sub numele de Programul de la Stockholm.
Consiliul European consideră că prioritatea pentru anii următori va fi de a ține cont de interesele și nevoile cetățenilor. Provocarea va consta în garantarea respectării drepturilor și libertăților fundamentale și a integrității individului, asigurând în același timp securitatea în Europa. Este esențial ca măsurile de aplicare a legii, pe de o parte, și măsurile de protecție a drepturilor omului, a statului de drept și a normelor privind protecția internațională, pe de altă parte, să meargă mână în mână și să se consolideze reciproc.— 1.1. Priorități politice, Programul de la Stockholm
.

#### Rețeaua Judiciară Europeană și Rețeaua Judiciară Europeană în materie civilă și comercială
Consiliul European subliniază necesitatea apropierii mecanismelor de acces la justiție, a cooperării între profesioniști și a eliminării obstacolelor din calea recunoașterii reciproce a deciziilor luate în alte state membre. Pentru a facilita recunoașterea reciprocă a hotărârilor judecătorești și a deciziilor judiciare, Consiliul a aprobat instituirea unui „set de norme minime comune” care să permită apropierea treptată a dispozițiilor legislative și juridice.

### Cetățenie europeană
Cetățenia europeană este, de asemenea, unul dintre domeniile majore ale politicii judiciare instituite de Comisia Europeană pentru a respecta Carta drepturilor fundamentale și Convenția pentru apărarea drepturilor omului și a libertăților fundamentale, atât în interiorul, cât și în afara UE. Această cetățenie, care vine în completarea cetățeniei naționale, deschide drepturi pentru toți cetățenii europeni.
- libertatea de circulație și de ședere pe întreg teritoriul Uniunii Europene;
- dreptul de a vota și de a candida la alegerile municipale și la alegerile pentru Parlamentul European în statul de reședință;
- dreptul de a adresa petiții Parlamentului European și de a se adresa Ombudsmanului European;
- protecția diplomatică și consulară din partea autorităților oricărui stat membru, în cazul în care statul al cărui resortisant este nu este reprezentat într-un stat terț.

### Drepturi aplicabile
Dreptul provenit de la Consiliul Europei, cunoscut sub numele de drept european, în sens strict, asigură eficiența Convenției Europene a Drepturilor Omului din 4 noiembrie 1950, ratificată de 47 de state europene, inclusiv de cele 27 de state membre actuale al U.E. În schimb, Dreptul Uniunii Europene, sau dreptul comunitar, este specific instituțiilor Uniunii Europene și cuprinde diferitele tratate, regulamente și directive comunitare a căror aplicare este supravegheată de Curtea de Justiție a Uniunii Europene.
Odată cu intrarea în vigoare a Tratatului de la Lisabona, la 1 decembrie 2009, Uniunea Europeană a dobândit de jure personalitate juridică, iar dreptul comunitar a devenit dreptul Uniunii Europene. Curtea de Justiție a Uniunii Europene (jurisdicția), care cuprinde Curtea de Justiție, Tribunalul și Tribunalul Funcției Publice, are trei obiective:
- monitorizarea legalității actelor instituțiilor europene;
- asigurarea respectării obligațiilor care decurg din tratate;
- interpretarea dreptului Uniunii la cererea instanțelor naționale.
În temeiul Tratatului de la Lisabona, competența Curții de Justiție a fost extinsă pentru a include hotărâri preliminare, acțiuni în constatarea neîndeplinirii obligațiilor, acțiuni în anulare, acțiuni în despăgubiri, căi de atac și reexaminări ale legilor, regulamentelor și directivelor europene.În același timp, Carta Drepturilor Fundamentale din 7 decembrie 2000 dobândește valoarea juridică a tratatelor europene, ceea ce face posibilă afirmarea acestor drepturi în fața Curții de Justiție.

### Lărgirea cu noi state membre
Politica judiciară și dreptul comunitar sunt, de asemenea, luate în considerare în procesul de aderare la UE de către țările candidate, în ceea ce privește capitolele 23 și 24 din acquis-ul comunitar.Țările candidate trebuie să răspundă pentru progresele înregistrate în diferite domenii de cooperare polițienească și judiciară, fie că este vorba de lupta împotriva drogurilor, de politica lor în materie de vize sau de protecția drepturilor fundamentale.

### Tentativă de apropiere
Un prim model de punere în comun a normelor juridice a fost stabilit în 1997; cunoscut sub numele de „Corpus juris”, cu referire la Corpus Juris Civilis roman, acesta se referea la lupta împotriva fraudei comunitare și a fost elaborat pe baza concluziilor la care au ajuns experții juridici din cele cincisprezece state membre de la acea vreme și la cererea Comisiei Europene; Corpus juris urmărea crearea unui parchet european capabil să efectueze anchete preliminare în faza penală, în vederea depășirii diferențelor dintre metodele de investigare din diferitele sisteme juridice. Cu toate acestea, acest instrument nu a fost pus în aplicare din cauza opoziției anumitor state membre de a renunța la independența lor judiciară.

### Parchet european
Joi, 12 octombrie 2017, Consiliul Justiție și Afaceri Interne a adoptat Regulamentul de punere în aplicare a cooperării consolidate în ceea ce privește instituirea Parchetului European, aprobat la 5 octombrie 2017 de Parlamentul European și împuternicit să urmărească în justiție fraudele transfrontaliere în materie de fonduri structurale ale Uniunii Europene și de TVAîn fața instanțelor din statele membre care au decis la 3 aprilie să participe la această cooperare consolidată, posibilă în temeiul Tratatului de la Lisabona.: Germania, Belgia, Bulgaria, Croația, Cipru, Spania, Grecia, Finlanda, Lituania, Luxemburg, Portugalia, Cehia, România, Slovacia și Slovenia. 

### Cooperare internațională
Statele membre ale UE cooperează la nivel internațional cu alte state. De exemplu, Franța cooperează cu Spania, Venezuela, Columbia și Statele Unite ale Americii prin intermediul JIATF-S (Joint InterAgency Task Force-South), cu sediul în Florida, pentru a lupta împotriva traficului de droguri (în special de cocaină).Un proiect de lege pentru ratificarea unui acord semnat la 30 septembrie 2007 între Irlanda, Țările de Jos, Spania, Italia, Portugalia, Franța, Regatul Unit și Irlanda de Nord a fost depus în Senat de Bernard Kouchner, ministrul Afacerilor Externe și Europene, la 8 aprilie 2009. Scopul său oficial este de a „facilita interceptările de nave prin punerea în comun a informațiilor și identificarea resurselor disponibile” și de a „facilita aplicarea articolului 17 din Convenția de la Viena din 20 decembrie 1988 împotriva traficului ilicit de stupefiante și substanțe psihotrope, cadrul juridic pentru interceptările de nave.”

## Istorie
La origine, Spațiul de libertate, de securitate și de justiție (SLSJ) a fost TREVI, o structură interguvernamentală ad-hoc care a reunit diverși funcționari din cadrul ministerelor de justiție și afaceri interne din cele douăsprezece state membre ale Comunității Europene. A fost înființat în 1976 pentru a promova cooperarea polițienească la nivel european și a rămas secret cel puțin până în 1989.
Încă din 1977, în cadrul unei reuniuni a Consiliului European de la Bruxelles, președintele Franței, Valéry Giscard d'Estaing, a propus crearea unui spațiu judiciar european.

### TREVI
Existența sa a fost formalizată, chiar dacă nu a fost recunoscută oficial, prin Tratatul de la Maastricht (1992), care a dus la integrarea sa în al treilea pilon al Uniunii Europene, cel al cooperării polițienești și judiciare în materie penală. TREVI a fost înlocuit ulterior de Europol, care are o existență juridică.
Originea numelui este contestată. Adunarea Națională Franceză afirmă într-un raport că este un acronim pentru „Terorism, Radicalism, Extremism și Violență Internațională”. Alții susțin că prima întâlnire a avut loc la Roma, unde se află Fontana di Trevi, și/sau că a fost condusă de un neerlandez pe nume Fonteijn („fântână” în neerlandeză); și/sau că și-a avut originea în cartierul Trevi, tot în Roma.
La summitul Consiliului European de la Roma din 1 și 2 decembrie 1975, ministrul britanic de externe, James Callaghan, a sugerat crearea unui grup european special antiterorist.
Grupul TREVI a fost înființat în anul următor, în mod informal și în afara oricărui tratat existentîn cadrul unei reuniuni a miniștrilor de interne din Luxemburg, la 26 iunie 1976.Prin urmare, Parlamentul European și Comisia Europeană nu știau nimic despre existența TREVI, care răspunde doar în fața Consiliului European.Această structură interguvernamentală este unul dintre motivele care stau la baza entuziasmului Londrei pentru această formă de cooperare europeană.
Inițiativa de a crea TREVI a fost întărită de luarea de ostatici de la Jocurile Olimpice de la München din 1972 și de lipsa de asistență oferită de Interpol în lupta împotriva terorismului. Cu toate acestea, deși TREVI a fost inițial menit să coordoneze politicile antiteroriste ale diferitelor guverne europene, aceste reuniuni își extind activitățile dincolo de acest obiectiv inițial.

#### Țările membre și țările având calitatea de observator al TREVI
În afară de statele membre ale Comunității Europene, grupul TREVI numără și alte state care au calitatea de observator. Denumite « Prietene aleAmis de Trevi », aceste state sunt Marocul, Norvegia, Elveția, Canada și Australia. Argentina este și ea informată, de aceste reuniuni, de către Spania. 
Procurorii generali al Statelor Unite ale Americii Edwin Meese (1985-1988) și Dick Thornburgh (1988-1991) au aistat la reuniuni ale TREVI, precum și șeful Drug Enforcement Administration (DEA).

### Al treilea pilon al Uniunii Europene

#### Justiție și afaceri interne (JAI)
Justiție și afaceri interne (JAI) este al treilea dintre cei trei piloni instituiți prin Tratatul privind Uniunea Europeană (sau Tratatul de la Maastricht). Acesta era sub egida Comisarului european pentru justiție, libertate și securitate. Europol, Eurojust și CEPOL / Cepol au fost primele trei agenții descentralizate aflate sub egida JAI. În ciuda titulaturii sale, cooperarea polițienească, formalizată în Acordul de la Schengen, este mult mai avansată decât cooperarea judiciară. Tratatul de la Maastricht (1992) a formalizat dimensiunea cooperării în domeniul justiției și afacerilor interne în cadrul integrării europene. Această dimensiune, care era deja la lucru de la crearea grupului ad hoc TREVI în 1976, face obiectul celui de-al treilea pilon al Uniunii Europene. În 1996, mai mulți judecători au solicitat crearea unui spațiu judiciar european, în cadrul Apelului de la Geneva.
Cazurile JAI acoperă o gamă largă de probleme:
| - Libera circulație a persoanelor - Politica în domeniul vizelor (introducerea Sistemului european de identificare a vizelor (VIS), baza de date biometrice) - Politica privind frontierele externe ale UE (FRONTEX, sau Agenția Europeană pentru Gestionarea Cooperării Operative la Frontierele Externe) - Spațiul Schengen - Politica de imigrare - Azil (introducerea bazei de date biometrice Eurodac în 2003) - Cooperarea judiciară în materie civilă și penală (a se vedea, de asemenea, mandatul european de arestare și spațiul judiciar european) |  | - Coordonarea politicilor privind drogurile - Cetățenia Uniunii Europene - Protecția datelor (cf. Autoritatea Europeană pentru Protecția Datelor). În iunie 2008, CNIL a constatat că, în ciuda trecerii de la Sistemul Informatic Schengen la SIS II și a Tratatului de la Prüm, „niciun cadru juridic european nu a stabilit norme comune pentru protecția datelor cu caracter personal în domeniul cooperării polițienești europene, așa cum este cazul pentru așa-numitele activități comunitare reglementate de Directiva 95/46/CE din 24 octombrie 1995”. - Drepturile fundamentale - Rasism și xenofobie - Cooperarea polițienească și vamală (schimbul de date) - Interceptarea telecomunicațiilor - Prevenirea criminalității - Combaterea criminalității organizate și a terorismului (cele două fiind tratate împreună..) - Relațiile externe - Extinderea din punctul de vedere al justiției și afacerilor interne. |

#### Cooperarea polițienească și judiciară în materie penală
Începând cu Tratatul de la Amsterdam (1997), cooperarea polițienească și judiciară a avut loc în cadrul oficial al unui „spațiu comun de libertate, securitate și justiție”. Formalizat în Tratatul de la Amsterdam din 1997, spațiul judiciar, care rămăsese în urma cooperării polițienești, a primit un nou impuls prin Consiliul European de la Tampere din 1999, care a convenit asupra creării Eurojust ca răspuns la crearea anterioară a Europol. Consiliul de la Tampere a aprobat, de asemenea, principiul recunoașterii reciproce a hotărârilor judecătorești, încurajând astfel o convergență treptată a legislațiilor naționale, mai degrabă decât o armonizare de sus în jos. Din 1997, deciziile privind politica de imigrare, precum și tot ceea ce ține de vize și de dreptul de azil, fac parte din primul pilon al UE și, prin urmare, sunt adoptate prin metoda comunitară - cunoscută, începând cu Tratatul de la Lisabona (2007), drept „metoda legislativă ordinară” - și anume votul cu majoritate calificată, mai degrabă decât unanimitatea, în cadrul Consiliului Uniunii Europene, cu o procedură de codecizie cu Parlamentul European.